# Сілец (Орегон)
Сілец (англ. Siletz) — місто (англ. city) в США, в окрузі Лінкольн штату Орегон. Населення — 1230 осіб (2020).

## Географія
Сілец розташований за координатами 44°43′19″ пн. ш. 123°55′7″ зх. д. / 44.72194° пн. ш. 123.91861° зх. д. (44.721834, -123.918700).  За даними Бюро перепису населення США в 2010 році місто мало площу 1,63 км², уся площа — суходіл.

## Демографія
Згідно з переписом 2010 року, у місті мешкало 1212 осіб у 448 домогосподарствах у складі 321 родини. Густота населення становила 743 особи/км².  Було 483 помешкання (296/км²).
Расовий склад населення:
| - 69,7 % — білих - 18,4 % — корінних американців - 0,4 % — чорних або афроамериканців - 0,4 % — азіатів - 0,2 % — вихідців з тихоокеанських островів - 1,5 % — осіб інших рас |

До двох чи більше рас належало 9,4 %. Частка іспаномовних становила 5,0 % від усіх жителів.
За віковим діапазоном населення розподілялося таким чином: 24,5 % — особи молодші 18 років, 61,2 % — особи у віці 18—64 років, 14,3 % — особи у віці 65 років та старші. Медіана віку мешканця становила 42,0 року. На 100 осіб жіночої статі у місті припадало 102,0 чоловіків;  на 100 жінок у віці від 18 років та старших — 97,6 чоловіків також старших 18 років.
Середній дохід на одне домашнє господарство  становив 45 195 доларів США (медіана — 37 083), а середній дохід на одну сім'ю — 51 487 доларів (медіана — 40 476). За межею бідності перебувало 24,5 % осіб, у тому числі 36,2 % дітей у віці до 18 років та 17,4 % осіб у віці 65 років та старших.
Цивільне працевлаштоване населення становило 665 осіб. Основні галузі зайнятості: освіта, охорона здоров'я та соціальна допомога — 17,9 %, роздрібна торгівля — 15,6 %, науковці, спеціалісти, менеджери — 11,1 %, мистецтво, розваги та відпочинок — 11,0 %.